# Hauchiella
Hauchiella är ett släkte av ringmaskar som beskrevs av Levinsen 1893. Hauchiella ingår i familjen Terebellidae.
Kladogram enligt Catalogue of Life och Dyntaxa:
| Hauchiella | \| \| Hauchiella renilla \| \| \| \| \| \| Hauchiella tribullata \| \| \| \| |
|            | \| \| Hauchiella renilla \| \| \| \| \| \| Hauchiella tribullata \| \| \| \| |
|            | Hauchiella renilla                                                           |
|            |                                                                              |
|            | Hauchiella tribullata                                                        |
|            |                                                                              |